# Населення Гуаму
Населення Гуаму. Чисельність населення країни 2015 року становила 161,8 тис. осіб (188-ме місце у світі). Чисельність гуамців стабільно збільшується, народжуваність 2015 року становила 16,82 ‰ (109-те місце у світі), смертність — 5,12 ‰ (184-те місце у світі), природний приріст — 0,54 % (156-те місце у світі) . 

## Природний рух

### Відтворення
Народжуваність на Гуамі, станом на 2015 рік, дорівнює 16,82 ‰ (109-те місце у світі). Сумарний коефіцієнт народжуваності 2015 року становив 2,34 дитини на одну жінку (87-ме місце у світі).
Смертність на Гуамі 2015 року становила 5,12 ‰ (184-те місце у світі).
Природний приріст населення в країні 2015 року становив 0,54 % (156-те місце у світі).

### Вікова структура

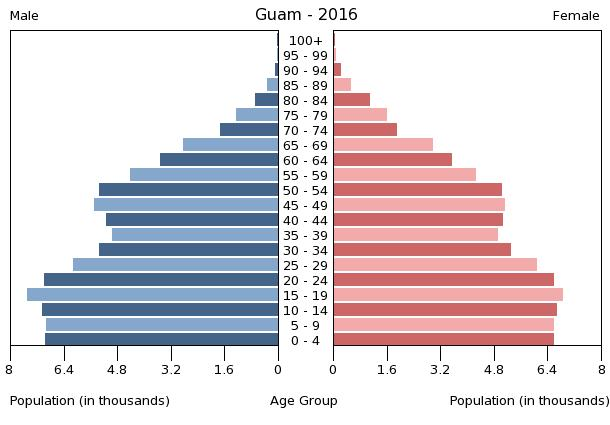
Віково-статева піраміда населення Гуаму, 2016 рік

Середній вік населення Гуаму становить 30,4 року (111-те місце у світі): для чоловіків — 29,8, для жінок — 30,9 року. Очікувана середня тривалість життя 2015 року становила 78,98 року (50-те місце у світі), для чоловіків — 75,94 року, для жінок — 82,21 року.
Віково-статева піраміда Гуаму, станом на 2015 рік, мала такий вигляд:
- діти віком до 14 років — 25,47 % (21 189 чоловіків, 20 017 жінок);
- молодь віком 15—24 роки — 17 % (14 267 чоловіків, 13 241 жінка);
- дорослі віком 25—54 роки — 39,23 % (32 315 чоловіків, 31 159 жінок);
- особи передпохилого віку (55—64 роки) — 9,4 % (7 655 чоловіків, 7 560 жінок);
- особи похилого віку (65 років і старіші) — 8,89 % (6 552 чоловіка, 7 830 жінок)[1].

## Розселення
Густота населення країни 2015 року становила 314,6 особи/км² (47-ме місце у світі).

### Урбанізація
Гуам надзвичайно урбанізована країна. Рівень урбанізованості становить 94,5 % населення країни (станом на 2015 рік), темпи зростання частки міського населення — 1,36 % (оцінка тренду за 2010—2015 роки).
Головні міста країни: Хагатна (столиця) — 143,0 тис. осіб (дані за 2014 рік).

### Міграції
Річний рівень еміграції 2015 року становив 6,34 ‰ (202-ге місце у світі). Цей показник не враховує різниці між законними і незаконними мігрантами, між біженцями, трудовими мігрантами та іншими.

## Расово-етнічний склад
| Етнічний склад (2010 рік) | Етнічний склад (2010 рік) | Етнічний склад (2010 рік) | Етнічний склад (2010 рік) | Етнічний склад (2010 рік) |
| ------------------------- | ------------------------- | ------------------------- | ------------------------- | ------------------------- |
| Етнос:                    |                           |                           | Відсоток:                 |                           |
| чаморро                   | чаморро                   |                           | 37.3%                     | 37.3%                     |
| філіппінці                | філіппінці                |                           | 26.3%                     | 26.3%                     |
| білі                      | білі                      |                           | 7.1%                      | 7.1%                      |
| трукці                    | трукці                    |                           | 7%                        | 7%                        |
| корейці                   | корейці                   |                           | 2.2%                      | 2.2%                      |
| мікронезійці              | мікронезійці              |                           | 2%                        | 2%                        |
| китайці                   | китайці                   |                           | 1.6%                      | 1.6%                      |
| інші азіати               | інші азіати               |                           | 2%                        | 2%                        |
| палауанці                 | палауанці                 |                           | 1.6%                      | 1.6%                      |
| японці                    | японці                    |                           | 1.5%                      | 1.5%                      |
| понпейці                  | понпейці                  |                           | 1.4%                      | 1.4%                      |
| мішаного походження       | мішаного походження       |                           | 9.4%                      | 9.4%                      |
| інші                      | інші                      |                           | 0.6%                      | 0.6%                      |

Головні етноси країни: чаморро — 37,3 %, філіппінці — 26,3 %, білі — 7,1 %, трукці — 7 %, корейці — 2,2 %, різні мікронезійці — 2 %, інші азіати — 2 %, китайці — 1,6 %, палауанці — 1,6 %, японці — 1,5 %, понпейці — 1,4 %, мішаного походження — 9,4 %, інші — 0,6 % населення (оціночні дані за 2010 рік).

## Мови
| Мови Гуаму (2008 рік) | Мови Гуаму (2008 рік) | Мови Гуаму (2008 рік) | Мови Гуаму (2008 рік) | Мови Гуаму (2008 рік) |
| --------------------- | --------------------- | --------------------- | --------------------- | --------------------- |
| Мова:                 |                       |                       | Відсоток:             |                       |
| англійська            | англійська            |                       | 43.6%                 | 43.6%                 |
| філіппінська          | філіппінська          |                       | 21.2%                 | 21.2%                 |
| чаморро               | чаморро               |                       | 17.8%                 | 17.8%                 |
| тихоокеанські мови    | тихоокеанські мови    |                       | 10%                   | 10%                   |
| азійські мови         | азійські мови         |                       | 6.3%                  | 6.3%                  |
| інші                  | інші                  |                       | 1.1%                  | 1.1%                  |

Офіційна мова: англійська — розмовляє 43,6 % населення острова. Інші поширені мови: філіппінська — 21,2 %, чаморро 17,8 %, інші тихоокеанські мови — 10 %, азійські мови — 6,3 %, інші мови — 1,1 % (оцінка 2010 року).

## Релігії
| Релігії на Гуамі (1998 рік) | Релігії на Гуамі (1998 рік) | Релігії на Гуамі (1998 рік) | Релігії на Гуамі (1998 рік) | Релігії на Гуамі (1998 рік) |
| --------------------------- | --------------------------- | --------------------------- | --------------------------- | --------------------------- |
| Віросповідання:             |                             |                             | Відсоток:                   |                             |
| католики                    | католики                    |                             | 85%                         | 85%                         |
| інші                        | інші                        |                             | 15%                         | 15%                         |

Головні релігії й вірування, які сповідує, і конфесії та церковні організації, до яких відносить себе населення країни: римо-католицтво — 85 %, інші — 15 % (оцінка 1999 року).

## Освіта
Рівень письменності 2015 року становив 99 % дорослого населення (віком від 15 років): 99 % — серед чоловіків, 99 % — серед жінок.

## Охорона здоров'я
Смертність немовлят до 1 року, станом на 2015 рік, становила 5,41 ‰ (171-ше місце у світі); хлопчиків — 5,81 ‰, дівчаток — 4,99 ‰.

### Захворювання
Кількість хворих на СНІД невідома, дані про відсоток інфікованого населення в репродуктивному віці 15—49 років відсутні. Дані про кількість смертей від цієї хвороби за 2014 рік відсутні.

### Санітарія
Доступ до облаштованих джерел питної води 2015 року мало 99,5 % населення в містах і 99,5 % в сільській місцевості; загалом 99,5 % населення країни. Відсоток забезпеченості населення доступом до облаштованого водовідведення (каналізація, септик): у містах — 89,8 %, в сільській місцевості — 89,8 %, загалом по країні — 89,8 % (станом на 2015 рік).

## Соціально-економічне становище
Співвідношення осіб, що в економічному плані залежать від інших, до осіб працездатного віку (15—64 роки) загалом становить 52 % (станом на 2015 рік): частка дітей — 38,7 %; частка осіб похилого віку — 13,3 %, або 7,5 потенційно працездатного на 1 пенсіонера. Загалом ці показники характеризують рівень потреби державної допомоги в секторах освіти, охорони здоров'я і пенсійного забезпечення, відповідно. За межею бідності 2001 року перебувало 23 % населення країни. Дані про розподіл доходів домогосподарств у країні відсутні.
Станом на 2012 рік, у країні 66,72 тис. осіб не має доступу до електромереж; 59 % населення має доступ, в містах цей показник дорівнює 60 %, у сільській місцевості — 45 %. Рівень проникнення інтернет-технологій високий. Станом на липень 2015 року в країні налічувалось 118 тис. унікальних інтернет-користувачів (168-ме місце у світі), що становило 73,1 % загальної кількості населення країни.

### Трудові ресурси
Загальні трудові ресурси 2012 року становили 70,49 тис. осіб, без врахування військового персоналу (186-те місце у світі). Зайнятість економічно активного населення у господарстві країни розподіляється таким чином: аграрне, лісове і рибне господарства — 0,3 %; промисловість і будівництво — 21,6 %; сфера послуг — 78,1 % (2013). Безробіття 2013 року дорівнювало 8,4 % працездатного населення, 2010 року — 8,2 % (97-ме місце у світі); серед молоді у віці 15—24 років ця частка становила 29,4 %, серед юнаків — 29,7 %, серед дівчат — 28,9 % (25-те місце у світі).

## Гендерний стан
Статеве співвідношення (оцінка 2015 року):
- при народженні — 1,06 особи чоловічої статі на 1 особу жіночої;
- у віці до 14 років — 1,06 особи чоловічої статі на 1 особу жіночої;
- у віці 15—24 років — 1,08 особи чоловічої статі на 1 особу жіночої;
- у віці 25—54 років — 1,04 особи чоловічої статі на 1 особу жіночої;
- у віці 55—64 років — 1,01 особи чоловічої статі на 1 особу жіночої;
- у віці за 64 роки — 0,84 особи чоловічої статі на 1 особу жіночої;
- загалом — 1,03 особи чоловічої статі на 1 особу жіночої[1].

## Демографічні дослідження
Демографічні дослідження у країні ведуться рядом державних (Бюро перепису населення США) і наукових установ Сполучених Штатів Америки.

### Українською
- Атлас. 10—11 клас. Економічна і соціальна географія світу / упорядники :  О. Я. Скуратович, Н. І. Чанцева. — К. : ДНВП «Картографія», 2010. — ISBN 978-966-475-639-3.
- Атлас світу / голов. ред. І. С. Руденко ; зав. ред. В. В. Радченко ; відп. ред. О. В. Вакуленко. — К. : ДНВП «Картографія», 2005. — 336 с. — ISBN 9666315467.
- Безуглий В. В. Економічна і соціальна географія зарубіжних країн : Навчальний посібник. — К. : ВЦ «Академія», 2007. — 704 с. — ISBN 978-966-580-239-6.
- Безуглий В. В., Козинець С. В. Регіональна економічна і соціальна географія світу : Навчальний посібник. — видання 2-ге, доп., перероб. — К. : ВЦ «Академія», 2007. — 688 с. — ISBN 966-580-144-9.
- Головченко В. І., Кравчук О. Країнознавство: Азія, Африка, Латинська Америка, Австралія і Океанія. — К., 2006. — 335 с. — ISBN 966-8939-04-2.
- Гудзеляк І. І. Географія населення: Навчальний посібник / І. Гудзеляк. — Л. : Видавничий центр ЛНУ імені Івана Франка, 2008. — 232 с. — ISBN 978-966-613-599-8.
- Дахно І. І. Країни світу: Енциклопедичний довідник / І. І. Дахно, С. М. Тимофієв. — К. : Мапа, 2011. — 606 с. — (Бібліотека нового українця) — ISBN 978-966-8804-23-6.
- Дахно І. І. Економічна географія зарубіжних країн : навчальний посібник. — К. : Центр учбової літератури, 2014. — 319 с. — ISBN 978-611-01-0682-5.
- Джаман В. О. Регіональні системи розселення: демографічні аспекти. — Чернівці : Рута, 2003. — 392 с. — ISBN 9665685988.
- Дорошенко Л. С. Демографія: Навчальний посібник. — К. : МАУП, 2005. — 112 с. — ISBN 966-608-442-2.
- Дубович І. А. Країнознавчий словник-довідник. — 5-те вид., перероб. і доп. — К. : Знання, 2008. — 839 с. — ISBN 978-966-346-330-8.
- Економічна і соціальна географія країн світу. Навчальний посібник / За ред. Кузика С. П. — Л. : Світ, 2002. — 672 с. — ISBN 966-603-178-7.
- Загальна медична географія світу / В. О. Шевченко [та ін.] — К. : [б.в.], 1998. — 178 с.
- Книш М. М., Мамчур О. І. Регіональна економічна і соціальна географія світу (Латинська Америка та Карибські країни, Африка, Азія, Океанія) : навч. посіб. — Л. : ЛНУ ім. Івана Франка, 2013. — 368 с. — ISBN 978-617-10-0007-0.
- Крисаченко В. С. Динаміка населення: Популяційні, етнічні та глобальні виміри. — К. : Видавництво Національного інституту стратегічних досліджень, 2005. — 368 с. — ISBN 966-554-083-1.
- Любіцева О. О., Мезенцев К. В., Павлов С. В. Географія релігій. — К. : АртЕК, 1999. — 504 с. — ISBN 966-505-006-0.
- Масляк П. О. Країнознавство. — К. : Знання, 2007. — 292 с. — (Вища освіта XXI століття)
- Масляк П. О., Дахно І. І. Економічна і соціальна географія світу / П. О. Масляк, І. І. Дахно ; за ред. П. О. Масляка. — К. : Вежа, 2003. — 280 с. — ISBN 966-7091-53-8.

### Російською
- (рос.) Гуам // Демографический энциклопедический словарь / главн. ред. Валентей Д. И. — М. : Советская энциклопедия, 1985. — 608 с.
- (рос.) Гуам // Страны и народы. Австралия и Океания. Антарктида / Редкол. П. И. Пучков (отв. ред.) и др. — М. : «Мысль». — 301 с. — (Страны и народы) — 180 тис. прим.
- (рос.) Атлас народов мира / Отв. ред. С. И. Брук и В. С. Апенченко. — М. : ГУГК ГГК СССР и Институт этнографии им. Н. Н. Миклухо-Маклая АН СССР, 1964. — 185 с. — 20 тис. прим.
- (рос.) Численность и расселение народов мира. Этнографические очерки / под ред. С. И. Брука. — М. : Издательство АН СССР, 1962. — 487 с.
- (рос.) Лаппо Г. М. География городов: Учебное пособие для географических факультетов вузов. — М. : Туманит, изд. центр ВЛАДОС, 1997. — 476 с. — ISBN 5-691-00047-0.
- (рос.) Ягельский А. География населения. — М. : Прогресс, 1980. — 383 с.